# Ctenophthalmus lui
Ctenophthalmus lui är en loppart som beskrevs av Hsieh et Jameson 1971, 1971. Ctenophthalmus lui ingår i släktet Ctenophthalmus och familjen mullvadsloppor. Inga underarter finns listade i Catalogue of Life.